# زیکو
زیکو (به انگلیسی: Zico) (زاده ۳ مارس ۱۹۵۳ در ریو دو ژانیرو) بازیکن سابق و مربی فوتبال اهل برزیل است. زیکو همچنین یکی از بهترین و تکنیکی ترین بازیکنان تاریخ فوتبال است و درپست خود ازبزرگترین هافبک های  تاریخ فوتبال قرار میگیرد. دوری او از فوتبال اروپا و  قهرمان نشدن در جام جهانی ۱۹۸۲ باعث شد تا به استحقاق واقعی خود نرسد.

## زندگی‌نامه
آرتور آنتونیوس کوئیمبرا (به انگلیسی: Arthur Antunes Coimbra) مشهور به زیکو در تاریخ سوم مارس ۱۹۵۳ در شهر ریو دو ژانیرو واقع در برزیل زاده شد.
زیکو که به پله‌سفید هم معروف است یکی از دوست‌داشتنی‌ترین بازیکنان فوتبال برزیل در دهه ۱۹۷۰ و ۱۹۸۰ بود.
او در ۸۸ بازی برای تیم ملی این کشور، ۶۶ گل وارد دروازه حریفان کرد. وی از سال ۱۹۷۱ تا ۱۹۸۳ و از ۱۹۸۵ تا ۱۹۸۹ در باشگاه فلامینگو در ریو دو ژانیرو بازی می‌کرد. در این بین در ایتالیا هم با تیم اودینزه کالچو قرارداد داشت. وی هم مانند پله، در باشگاه و نیز تیم ملی، پیراهن اسطوره‌ای شماره ۱۰ را به تن می‌کرد.
ویژگی او ضربات آزادی بود که از فاصله ۱۸ تا ۳۰ متری می‌زد. او تا امروز هم یکی از بهترین کاشته‌زن‌های دنیاست. او از سوی پله در فیفا ۱۰۰ قرار گرفت، فهرستی شامل ۱۲۵ بازیکن فوتبال برتر دنیا که هنوز در قید حیات هستند.

## فعالیت به عنوان بازیکن

### فلامینگو
زیکو بیشترین دوران بازی‌اش را در فلامینگو سپری کرد. او در این تیم، ۵۶۸ گل در ۷۶۵ بازی زد، یعنی میانگین ۰٫۷۴ گل در هر بازی. او از ابتدا پیراهن شماره ۱۰ را به تن کرد. وی با فلامینگو چهار بار (۱۹۸۰، ۱۹۸۲، ۱۹۸۳، ۱۹۸۷) قهرمان برزیل شد. به علاوه در سال ۱۹۸۱ اولین، و تاکنون تنها جام باشگاهی جهان را با این تیم فتح کرد.

### اودینزه کالچو
زیکو با پیوستن به باشگاه اودینزه کالچو ایتالیا، باعث رشد چشمگیر کیفیت بازی این تیم شد. این شهر و باشگاهش با ورود او پیشرفت زیادی کردند. شاهد این تغییر هم لوئیجی مافی، روزنامه‌نگار ایتالیایی بود: " برای ما مردم ایالت فریال، زیکو مانند کی موتور فراری در بدنه یک فولکس واگن است. ما تنها جایی در دنیا هستیم که چنین اتومبیل گران‌قیمت و در عین حال غیرممکنی در اختیار داریم ".
هواداران این تیم انتظارات زیادی از زیکو داشتند و حتی او را تهدید هم می‌کردند که حتی حاضرند تحت سلطه اتریش درآیند، اما بدون زیکو بازی نکنند (فریال تا سال ۱۸۶۶ تحت سلطه کشور اتریش بود). وقتی او به اودینزه می‌رفت، در حدود ۲۰۰۰ نفر در فرودگاه به استقبالش آمده بودند.
آنچه که خیلی‌ها نمی‌دانند، گل‌های زیاد و بسیار زیبایی است که زیکو برای این تیم به ثمر رسانده‌است. در یک فصل، تنها یک گل از آقای گل آن فصل ایتالیا کمتر زد، در حالی که ده بازی هم کمتر از او انجام داده بود.

## جام‌های جهانی
ستاره بین‌المللی زیکو در جام جهانی ۱۹۷۸ در آرژانتین طلوع کرد، گرچه در آنجا هنوز زیر سایه سلف خود در مرکز خط میانی تیم، روبرتو ریوه‌لینو قرار داشت. برزیل در آن جام سوم شد، اما زیکو در تمام بازی‌ها روی نیمکت نشسته بود.
در جام جهانی ۱۹۸۲ در اسپانیا، به عنوان بهترین کارگردان خط میانی آن زمان دنیا حضور یافت و برزیل هم در آن جام، با وجود مصدومیت مهاجمانش، کاره‌کا و رینالدو، بخت اول قهرمانی محسوب می‌شد. زیکو در کنار سوکراتس، فالکائو و تونینیو سرز، یکی از چهار بازیکن رؤیایی بهترین خط میانی تاریخ فوتبال برزیل را تشکیل می‌داد. در این جام زیکو چهار گل زد و برزیل ۳ بر ۱ بر آرژانتین، مدافع عنوان قهرمانی غلبه کرد، اما در مرحله بعدی ۲ بر ۳ از ایتالیا که بعد هم قهرمان جهان شد، شکست خورد. نمایش برزیل در این بازی مورد انتقادات شدیدی قرار گرفت: یک تساوی کافی بود تا برزیل به مرحله نیمه نهایی صعود کند. با وجود شکست، از تیم سال ۸۲ برزیل، تحت رهبری تله سانتانا، در کنار تیم سال ۱۹۷۰ که در مکزیک قهرمان جهان شد، به عنوان بهترین تیم‌های تاریخ فوتبال برزیل یاد می‌شود. زیکو در این باره می‌گوید: " تیم رویایی ما، بهترین تیم تمام دوران برزیل بود. شکست ما برای کل دنیای فوتبال بد بود، چراکه فوتبال در مسیر اشتباهی افتاده بود ".
در جام جهانی فوتبال ۱۹۸۶ در مکزیک، بازهم زیکو یکی از برترین بازیکنان جهان بود، با این حال ستاره او در حال افول بود. به دلیل مصدومیت در بیشتر بازی‌ها نتوانست حاضر باشد و فقط دقایقی کوتاهی به عنوان یار جایگزین به میدان می‌آمد. حتی در دیدار پرهیجان مرحله یک چهارم نهایی در مقابل فرانسه هم نتوانست تأثیری در نتیجه بازی داشته باشد. وی در دقیقه 71 به جای مولر وارد زمین شد، در دقیقه 73، ضربه پنالتی‌اش را که روی پاس فوق العاده خود او به دست آمده بود  ژول باتس، دروازه‌بان فرانسه مهار کرد. این بازی با پیروزی ۵ بر ۴ فرانسه در ضربات پنالتی و حذف برزیل به پایان رسید.

## آمار فردی

### ملی
| سال   | ک  | گل‌ها |
| ----- | -- | ---- |
| ۱۹۷۶  | ۹  | ۶    |
| ۱۹۷۷  | ۷  | ۶    |
| ۱۹۷۸  | ۱۱ | ۳    |
| ۱۹۷۹  | ۵  | ۵    |
| ۱۹۸۰  | ۵  | ۴    |
| ۱۹۸۱  | ۱۲ | ۱۰   |
| ۱۹۸۲  | ۱۱ | ۸    |
| ۱۹۸۳  | ۱  | ۰    |
| ۱۹۸۴  | ۰  | ۰    |
| ۱۹۸۵  | ۵  | ۳    |
| ۱۹۸۶  | ۵  | ۳    |
| مجموع | ۷۱ | ۴۸   |

## مربیگری
زیکو که در کنار میشل پلاتینی و دیگو مارادونا، یکی از بهترین هافبک‌های جهان در زمان خود بود، برای اولین بار در سال ۱۹۹۰ بدون قهرمانی در جام جهانی به فعالیت خود به عنوان بازیکن پایان داد و برای مدت کوتاهی در وزارت ورزش برزیل مشغول کار شد و کمی بعد از آن به عنوان بازیکن به کاشیما آنتلرز در جی لیگ ژاپن رفت.

### کاشیما آنتلرز
سال ۱۹۹۴ به نیمکت کاشیما رفت و به عنوان مدیر فنی به فعالیت پرداخت. این تیم موفق شد با زیکو از دسته دوم به دسته اول صعود کند و به همین خاطر هم این شهر کوچک به عنوان یکی از شهرهای میزبان جام جهانی ۲۰۰۲ انتخاب شد. زیکو در کسوت مدیر فنی در سال ۲۰۱۸ به همراه تیم کاشیما آنتلرز موفق به کسب عنوان قهرمانی لیگ قهرمانان آسیا شد.

### برزیل
زیکو در سال ۱۹۹۸ دستیار و مدیر ورزشی تیم ملی برزیل شد.

### ژاپن
پس از جام جهانی ۲۰۰۲، زیکو به عنوان سرمربی تیم ملی فوتبال ژاپن، جانشین فیلیپ تروسیه فرانسوی شد که این تیم رده سومی جهان را تا مرحله یک‌هشتم نهایی جام جهانی رسانده بود. زیکو با وجود این که نمی‌توانست به زبان ژاپنی صحبت کند، توانست در ابتدا انتظارات ژاپنی‌ها را برآورده کند، که اوج آن نیز قهرمانی ملت‌های آسیا ۲۰۰۴ چین بود همچنین چندین پیروزی خارج از خانه در مقدماتی جام جهانی ۲۰۰۶ در بخش آسیا. گرچه خود جام جهانی، در کمال ناباوری برای ژاپن به پایان رسید.

### فنرباغچه استانبول
در ۴ ژوئیه ۲۰۰۶، زیکو مربی فنرباغچه شد. در فصل ۰۷/۲۰۰۶ با این تیم قهرمان لیگ فوتبال ترکیه شد و در فصل ۰۸/۲۰۰۷ به مرحله یک چهارم نهایی لیگ قهرمانان اروپا رسید.
ملی‌پوش سابق برزیل، بعد از شکست مذاکرات با مسئولین این باشگاه، در ۱۰ ژوئن ۲۰۰۸ این تیم را ترک کرد.
بنیادکار تاشکند
وی از سپتامبر ۲۰۰۸ تا ژانویه ۲۰۰۹ مربی بنیادکار تاشکند ازبکستان بود.

### زسکا مسکو
زیکو از سال ۲۰۰۹ نیز در روسیه سرمربی تیم زسکا مسکو شده‌است.

## عناوین و افتخارات
افتخارات به عنوان بازیکن
فلامینگو
- سری آ برزیل(۴): ۱۹۸۰ ، ۱۹۸۲ ، ۱۹۸۳ ، ۱۹۸۷
- کامپئوناتو کاریوکا(۶): ۱۹۷۲ ، ۱۹۷۴ ، ۱۹۷۸ ، ۱۹۷۹ ، ۱۹۸۱ ، ۱۹۸۶
- کوپا لیبرتادورس(۱): ۱۹۸۱
- جام باشگاه های جهان(۱): ۱۹۸۱
- مقام سومی جام جهانی: ۱۹۷۸
- مقام سومی کوپا امریکا: ۱۹۷۹

### فردی
- بازیکن فوتبال سال آمریکای جنوبی: ۱۹۷۷ ، ۱۹۸۱ ، ۱۹۸۲
- آقای گل برزیل: ۱۹۸۰
- بازیکن فوتبال سال آمریکای جنوبی و بازیکن فوتبال سال جهان: ۱۹۸۱
- بازیکن فوتبال سال آمریکای جنوبی: ۱۹۸۲
- بازیکن فوتبال سال جهان (غیررسمی): ۱۹۸۳
- بازیکن سال ایتالیا: ۱۹۸۴
- بهترین بازیکن جام جهانی فوتبال ساحلی: ۱۹۹۵
- شماره ۹ فهرست برترین بازیکنان جهان از سوی مجله فرانس فوتبال
- شماره ۱۴ فهرست برترین بازیکنان قرن جهان از سوی IFFHS
- عضو فیفا ۱۰۰

### افتخارات به عنوان مربی
باشگاهی
فنرباغچه
- سوپر لیگ ترکیه(۱): ۲۰۰۷
- سوپر جام ترکیه(۱): ۲۰۰۷
- راهیابی به مرحله یک چهارم نهایی لیگ قهرمانان اروپا: ۲۰۰۸

بنیادکار
- لیگ برتر ازبکستان(۱): ۲۰۰۸
- جام حذفی ازبکستان(۱): ۲۰۰۸

زسکا مسکو
- جام حذفی روسیه(۱): ۲۰۰۹
- سوپر جام روسیه(۱): ۲۰۰۹

المپیاکوس
- نایب قهرمانی سوپر لیگ یونان: ۲۰۱۰

گوا
- نایب قهرمانی سوپر لیگ هند: ۲۰۱۵

کاشیما آنتلرز
- لیگ قهرمانان آسیا(مدیر فنی)(۱): ۲۰۱۸[۱]

ملی
برزیل
- نایب قهرمانی جام جهانی(دستیار): ۱۹۹۸

ژاپن
- جام ملت های آسیا(۱): ۲۰۰۴

فردی
مربی سال ترکیه: ۲۰۰۷
او از سال ۱۹۷۱ تا ۱۹۸۳ و از ۱۹۸۵ تا ۱۹۸۹ در تیم فلامینگو در ریو دو ژانیرو بازی می‌کرد. زیکو در تیم اودینزه کالچو بازیکن کلیدی به‌شمار می‌رفت. پیراهن او شماره ۱۰ بود.